# Vela nos Jogos Olímpicos de Verão de 2024 - 49erFX
A classe 49erFX da vela nos Jogos Olímpicos de Verão de 2024 foi disputada entre 28 de julho e 2 de agosto na Marina de Marselha. Um total de 40 velejadoras de 20 barcos, sendo cada um representando um Comitê Olímpico Nacional (CON), participaram do evento.

## Formato
A prova foi composta por doze regatas preliminares e uma de decisão das medalhas (Medal Race). A posição em cada regata se traduz em pontos (os primeiros colocados somam um ponto na classificação, enquanto os décimos, por exemplo, somam 10 pontos), que são acumulados de regata a regata para obter a classificação. Apenas as dez menores pontuações ao fim das doze primeiras regatas avançaram para a Medal Race, na qual os pontos obtidos juntam-se aos já acumulados. Cada barco deve excluir uma regata para sua pontuação total, com exceção da Medal Race que não pode ser excluída e sua pontuação conta em dobro.

## Calendário
| Data → | Domingo 28 jul | Segunda 29 jul | Terça 30 jul  | Quarta 31 jul   | Quinta 1 ago | Sexta 2 ago |
| ------ | -------------- | -------------- | ------------- | --------------- | ------------ | ----------- |
| 49er   | Regatas 1 a 3  | Regatas 4 a 6  | Regatas 7 a 9 | Regatas 10 a 12 |              | Medal Race  |

## Medalhistas
| Ouro   | NED Odile van Aanholt e Annette Duetz |
| Prata  | SWE Vilma Bobeck e Rebecca Netzler    |
| Bronze | FRA Sarah Steyaert e Charline Picon   |

## Resultados
Estes foram os resultados após as 12 regatas e a regata da medalha.
| Pos.              | Velejadoras                                   | CON                | Regata | Regata | Regata | Regata | Regata | Regata | Regata | Regata | Regata | Regata | Regata | Regata | Regata | Pontos | Pontos |
| Pos.              | Velejadoras                                   | CON                | 1      | 2      | 3      | 4      | 5      | 6      | 7      | 8      | 9      | 10     | 11     | 12     | MR     | Tot.   | Net    |
| ----------------- | --------------------------------------------- | ------------------ | ------ | ------ | ------ | ------ | ------ | ------ | ------ | ------ | ------ | ------ | ------ | ------ | ------ | ------ | ------ |
| Medalha de ouro   | Odile van Aanholt Annette Duetz               | NED Países Baixos  | 5      | 1      | 1      | 10     | 8      | 5      | 19     | 3      | 2      | 15     | 4      | 14     | 6      | 93     | 74     |
| Medalha de prata  | Vilma Bobeck Rebecca Netzler                  | SWE Suécia         | 14     | 6      | 15     | 4      | 15     | 10     | 2      | 1      | 5      | 1      | 1      | 17     | 2      | 93     | 76     |
| Medalha de bronze | Sarah Steyaert Charline Picon                 | FRA França         | 2      | 2      | 2      | 8      | 2      | 2      | 12     | 11     | 10     | 18     | 6      | 10     | 12     | 97     | 79     |
| 4                 | Helene Næss Marie Rønningen                   | NOR Noruega        | 10     | 7      | 13     | 21 BFD | 5      | 9      | 5      | 5      | 7      | 2      | 5      | 8      | 16     | 113    | 92     |
| 5                 | Jana Germani Giorgia Bertuzzi                 | ITA Itália         | 12     | 9      | 9      | 1      | 3      | 6      | 17     | 17     | 16     | 12     | 3      | 3      | 4      | 112    | 95     |
| 6                 | Marla Bergmann Hanna Wille                    | GER Alemanha       | 3      | 4      | 5      | 21 BFD | 16     | 7      | 11     | 8      | 8      | 3      | 14     | 5      | 14     | 119    | 98     |
| 7                 | Jo Aleh Molly Meech                           | NZL Nova Zelândia  | 15     | 17     | 20     | 9      | 17     | 8      | 3      | 2      | 1      | 14     | 8      | 7      | 8      | 129    | 109    |
| 8                 | Martine Grael Kahena Kunze                    | BRA Brasil         | 13     | 5      | 6      | 21 BFD | 19     | 12     | 10     | 9      | 13     | 4      | 9      | 2      | 10     | 133    | 112    |
| 9                 | Olivia Price Evie Haseldine                   | AUS Austrália      | 6      | 8      | 16     | 7      | 11     | 3      | 20     | 10     | 9      | 10     | 10     | 12     | 18     | 140    | 120    |
| 10                | Stephanie Roble Margaret Shea                 | USA Estados Unidos | 7      | 11     | 10     | 3      | 9      | 13     | 15     | 13     | 17     | 8      | 7      | 9      | 20     | 142    | 125    |
| 11                | Georgia Lewin-LaFrance Antonia Lewin-LaFrance | CAN Canadá         | 1      | 19     | 12     | 21 BFD | 1      | 18     | 6      | 6      | 11     | 5      | 13     | 15     | –      | 128    | 107    |
| 12                | Támara Echegoyen Paula Barceló                | ESP Espanha        | 19     | 15     | 14     | 12     | 4      | 17     | 13     | 7      | 4      | 16     | 11     | 1      | –      | 133    | 114    |
| 13                | Johanne Schmidt Andrea Schmidt                | DEN Dinamarca      | 20     | 20     | 3      | 15     | 6      | 21 RET | 1      | 12     | 14     | 6      | 12     | 6      | –      | 136    | 115    |
| 14                | Isaura Maenhaut Anouk Geurts                  | BEL Bélgica        | 17     | 18     | 11     | 5      | 7      | 4      | 4      | 18     | 6      | 7      | 20     | 18     | –      | 135    | 115    |
| 15                | Ronja Grönblom Veera Hokka                    | FIN Finlândia      | 8      | 14     | 18     | 13     | 10     | 1      | 8      | 4      | 21 DSQ | 11     | 16     | 13     | –      | 137    | 116    |
| 16                | Freya Black Saskia Tidey                      | GBR Grã-Bretanha   | 9      | 16     | 8      | 21 BFD | 14     | 19     | 9      | 14     | 3      | 9      | 15     | 4      | –      | 141    | 120    |
| 17                | Misaki Tanaka Sera Nagamatsu                  | JPN Japão          | 4      | 12     | 4      | 14     | 12     | 11     | 14     | 16     | 19     | 13     | 19     | 11     | –      | 149    | 130    |
| 18                | Aleksandra Melzacka Sandra Jankowiak          | POL Polônia        | 18     | 3      | 19     | 11     | 18     | 14     | 7      | 21 RET | 12     | 21 RET | 2      | 19     | –      | 165    | 144    |
| 19                | Zofia Burska Sára Tkadlecová                  | CZE Chéquia        | 11     | 13     | 7      | 2      | 20     | 15     | 16     | 19     | 18     | 19     | 18     | 16     | –      | 174    | 154    |
| 20                | Hu Xiaoyu Shan Mengyuan                       | HKG Hong Kong      | 16     | 10     | 17     | 6      | 13     | 16     | 18     | 15     | 15     | 17     | 17     | 21 RET | –      | 181    | 160    |

Legenda
| - DSQ = Desclassificado; - RET = Retirou-se; | - BFD = Desclassificação por bandeira preta. |